# Mahler-Maß
Das Mahler-Maß ist in der Mathematik ein Maß für die Komplexität von Polynomen. Es ist nach Kurt Mahler (1903–1988) benannt und wurde ursprünglich in der Suche nach großen Primzahlen verwendet. Heute ist es wegen des Zusammenhangs zu speziellen Werten von L-Funktionen Gegenstand zahlreicher Vermutungen der analytischen Zahlentheorie.

## Definition
Das Mahler-Maß {\displaystyle M(p)} eines Polynoms {\displaystyle p(x)\in \mathbb {C} [x]} mit reellen oder komplexen Koeffizienten ist
{\displaystyle M(p)=\lim _{\tau \rightarrow 0}\|p\|_{\tau }=\exp \left({\frac {1}{2\pi }}\int _{0}^{2\pi }\ln(|p(e^{i\theta })|)\,d\theta \right)}.
Hierbei ist
{\displaystyle \|p\|_{\tau }=\left({\frac {1}{2\pi }}\int _{0}^{2\pi }|p(e^{i\theta })|^{\tau }\,d\theta \right)^{1/\tau }\,}
die {\displaystyle L_{\tau }}-Norm von {\displaystyle p}.
Mit Hilfe der Jensenschen Formel kann man zeigen, dass aus
{\displaystyle p(z)=a(z-\alpha _{1})(z-\alpha _{2})\cdots (z-\alpha _{n})}
folgt:
{\displaystyle M(p)=|a|\prod _{i=1}^{n}\max\{1,|\alpha _{i}|\}=|a|\prod _{|\alpha _{i}|\geq 1}|\alpha _{i}|.}
Das logarithmische Mahler-Maß eines Polynoms ist definiert als
{\displaystyle m(P)=\log M(P)}.
Das Mahler-Maß einer algebraischen Zahl {\displaystyle \alpha } ist definiert als das Mahler-Maß des Minimalpolynoms von {\displaystyle \alpha } über {\displaystyle \mathbb {Q} }.

## Eigenschaften
- Das Mahler-Maß ist multiplikativ, d. h. {\displaystyle M(p\,q)=M(p)\cdot M(q).}
- Für zyklotomische Polynome und ihre Produkte gilt {\displaystyle M(p)=1}.
- Satz von Kronecker: Wenn {\displaystyle p} ein irreduzibles monisches Polynom mit ganzzahligen Koeffizienten und {\displaystyle M(p)=1} ist, dann ist entweder {\displaystyle p(z)=z,} oder {\displaystyle p} ist ein zyklotomisches Polynom.
- Die Lehmersche Vermutung besagt, dass es eine Konstante {\displaystyle \mu >1} gibt, so dass jedes irreduzible Polynom {\displaystyle p} mit ganzzahligen Koeffizienten entweder zyklotomisch ist oder {\displaystyle M(p)>\mu } erfüllt.
- Das Mahler-Maß eines monischen Polynoms mit ganzzahligen Koeffizienten ist eine Perron-Zahl.

## Spezielle Werte von L-Funktionen
Es gibt zahlreiche vermutete und teils auch bewiesene Beziehungen zwischen (logarithmischen) Mahler-Maßen von Polynomen und speziellen Werten von L-Funktionen.
Das historisch erste Beispiel hierfür war Smyth's Formel
{\displaystyle m(1+x_{1}+x_{2})={\frac {3{\sqrt {3}}}{4\pi }}L(\chi _{-3},2)}
mit
{\displaystyle L(\chi _{-3},s)={\frac {1}{1^{s}}}-{\frac {1}{2^{s}}}+{\frac {1}{4^{s}}}-{\frac {1}{5^{s}}}+-\ldots }.
Eine Vermutung von Chinburg besagt, dass man zu jeder negativen Zahl {\displaystyle -f} ein Laurent-Polynom {\displaystyle P_{f}\in \mathbb {Z} (x,y)} und eine rationale Zahl {\displaystyle r_{f}\in \mathbb {Q} } mit
{\displaystyle m(P_{f})=r_{f}d_{F}}
für die Diskriminante
{\displaystyle d_{f}={\frac {f{\sqrt {f}}}{4\pi }}L(\chi _{-f},2)}
des Charakters {\displaystyle \chi _{-f}(n)=\left({\frac {-f}{n}}\right)} hat. Ein auf Boyd und Rodriguez-Villegas zurückgehender Ansatz besteht darin, logarithmische Mahler-Maße einer bestimmten Klasse von Polynomen (insbesondere A-Polynomen hyperbolischer Mannigfaltigkeiten) als rationale Linearkombinationen von Werten des Bloch-Wigner-Dilogarithmus an algebraischen Argumenten darzustellen, und dieses wiederum mit dem Volumen einer hyperbolischen Mannigfaltigkeit und über den Satz von Borel mit speziellen Werten von Zeta-Funktionen in Beziehung zu setzen.

## Mahler-Maß für Polynome mehrerer Variablen
Das Mahler-Maß {\displaystyle M(p)} eines Polynoms {\displaystyle p(x_{1},\ldots ,x_{n})\in \mathbb {C} [x_{1},\ldots ,x_{n}]} wird analog definiert durch die Formel
{\displaystyle M(p)=\exp \left({\frac {1}{(2\pi )^{n}}}\int _{0}^{2\pi }\int _{0}^{2\pi }\cdots \int _{0}^{2\pi }\ln {\Bigl (}{\bigl |}p(e^{i\theta _{1}},e^{i\theta _{2}},\ldots ,e^{i\theta _{n}}){\bigr |}{\Bigr )}\,d\theta _{1}\,d\theta _{2}\cdots d\theta _{n}\right).}
Es kann gezeigt werden, dass {\displaystyle M(p)} konvergiert.
Für {\displaystyle {\boldsymbol {r}}=(r_{1},\ldots ,r_{n})\in \mathbb {N} ^{n}} bezeichne
{\displaystyle q({\boldsymbol {r}}):={\text{min}}\{{\text{max}}\{|s_{j}|:1\leq j\leq N\}:s=(s_{1},\dots ,s_{N})\in \mathbb {Z} ^{N},s\neq (0,\dots ,0)\ {\text{and}}\ \sum _{j=1}^{N}s_{j}r_{j}=0\}}
Dann ist
{\displaystyle M{\bigl (}p(x_{1},\ldots ,x_{n}){\bigr )}=\lim _{{\boldsymbol {r}}\in \mathbb {N} ^{n} \atop q({\boldsymbol {r}})\to \infty }M{\bigl (}p(x^{r_{1}},x^{r_{2}},\ldots ,x^{r_{n}}){\bigr )}.}